# Communauté de communes Ségala-Carmausin
La communauté de communes Ségala-Carmausin est une ancienne communauté d'agglomération française, située dans le département du Tarn et la région Midi-Pyrénées.

## Historique
Au 1er janvier 2014, elle a fusionné avec la Communauté de communes du Carmausin pour former la Communauté de communes du Carmausin - Ségala-Carmausin.

## Composition
La communauté de communes Ségala-Carmausin regroupe 30 communes : 
| Nom                  | Code Insee | Gentilé        | Superficie (km2) | Population (dernière pop. légale) | Densité (hab./km2) |
| -------------------- | ---------- | -------------- | ---------------- | --------------------------------- | ------------------ |
| Almayrac             | 81008      | Almayracois    | 10,97            | 277 (2014)                        | 25                 |
| Cagnac-les-Mines     | 81048      | Cagnacois      | 24,70            | 2 395 (2014)                      | 97                 |
| Combefa              | 81068      | Combefasiens   | 2,93             | 161 (2014)                        | 55                 |
| Crespin              | 81072      |                | 14,15            | 125 (2014)                        | 8,8                |
| Jouqueviel           | 81110      | Jouqueviélois  | 12,15            | 100 (2014)                        | 8,2                |
| Le Garric            | 81101      | Garricois      | 22,88            | 1 271 (2014)                      | 56                 |
| Le Ségur             | 81280      | Séguriens      | 18,91            | 240 (2014)                        | 13                 |
| Labastide-Gabausse   | 81114      | Bastidiens     | 12,18            | 481 (2014)                        | 39                 |
| Laparrouquial        | 81135      | Parrouquialois | 8,43             | 111 (2014)                        | 13                 |
| Mailhoc              | 81152      | Mailhocois     | 12,67            | 260 (2014)                        | 21                 |
| Milhavet             | 81166      | Milhavétois    | 4,28             | 87 (2014)                         | 20                 |
| Mirandol-Bourgnounac | 81168      | Mirandolais    | 38,19            | 1 042 (2014)                      | 27                 |
| Monestiés            | 81170      | Monestiesains  | 26,83            | 1 405 (2014)                      | 52                 |
| Montauriol           | 81172      |                | 5,30             | 46 (2014)                         | 8,7                |
| Montirat             | 81180      |                | 27,78            | 263 (2014)                        | 9,5                |
| Moularès             | 81186      | Moularésiens   | 16,81            | 288 (2014)                        | 17                 |
| Pampelonne           | 81201      | Pampelonnais   | 36,40            | 828 (2014)                        | 23                 |
| Rosières             | 81230      |                | 10,55            | 754 (2014)                        | 71                 |
| Saint-Christophe     | 81245      |                | 14,47            | 136 (2014)                        | 9,4                |
| Sainte-Croix         | 81326      |                | 7,22             | 375 (2014)                        | 52                 |
| Sainte-Gemme         | 81249      |                | 20,16            | 867 (2014)                        | 43                 |
| Saint-Jean-de-Marcel | 81254      | Saint-Jeannais | 18,25            | 369 (2014)                        | 20                 |
| Salles               | 81275      | Sallois        | 8,19             | 184 (2014)                        | 22                 |
| Taïx                 | 81291      | Taissois       | 4,76             | 457 (2014)                        | 96                 |
| Tanus                | 81292      | Tanusiens      | 19,07            | 529 (2014)                        | 28                 |
| Tréban               | 81302      |                | 3,17             | 46 (2014)                         | 15                 |
| Trévien              | 81304      | Trévienois     | 16,26            | 192 (2014)                        | 12                 |
| Valderiès            | 81306      | Valdérois      | 20,42            | 833 (2014)                        | 41                 |
| Villeneuve-sur-Vère  | 81319      | Villeneuvérois | 15,89            | 483 (2014)                        | 30                 |
| Virac                | 81322      | Viracois       | 11,44            | 216 (2014)                        | 19                 |

## Histoire
En 1991, à l'initiative du sénateur Jean-Marc Pastor et de l'association de pays Ségala Tarnais, premières rencontres informelles entre acteurs élus, sociaux-professionnels et techniciens avec une ligne de force - le développement économique - et cinq grands programmes fédérateurs :
- Aménagement d'une zone d'activité intercommunale
- Mise en place d'un contrat "Espace 2000"
- Aménagement de la base de loisirs de la Roucarié
- Engagement d'un contrat de rivière sur le Cérou
- Promotion de la filière veau du Ségala

L'année 2001 est marquée par la mise en place du second conseil de communauté, l'application de la taxe professionnelle unique et l'élargissement du champ des compétences de la communauté : 
- Transport à la demande
- Service public d'assainissement non collectif
- Voirie d'intérêt communautaire
- Enfance - Jeunesse
- Contribution à la mise en œuvre de programmes plus larges : Leader+, Equal, Clic

## Compétences
- Compétences obligatoires

- actions de développement économique et aménagement de l'espace. 
- Compétences optionnelles

- protection et mise en valeur de l'environnement, conduite d'une politique du logement et du cadre de vie, aménagement et entretien de la voirie d'intérêt communautaire. 
- Compétences facultatives

- organisation du transport à la demande, aménagement d'aires de stationnement pour les camping-cars, participation au CLIC en faveur des personnes âgées, mise en œuvre du programme Leader+, enfance-jeunesse...

## Tourisme et patrimoine

### Base de loisirs de la Roucarié
Figurant parmi les 5 projets prioritaires à l'origine de la création de la communauté de communes du Ségala Carmausin, la base de loisirs de la Roucarié a été inaugurée en juin 1999. L'objectif est double : 
- répondre aux besoins de détente et loisirs de la population locale en proposant une aire de baignade aménagée et surveillée ;
- créer un équipement touristique capable de compléter et d'organiser l'offre touristique du territoire en matière d'activités et d'hébergement.

### Sentiers du Ségala
La communauté de communes, en collaboration avec l'atelier d'insertion du centre social du Puy Saint-Georges, assume l'entretien de 9 circuits de petite randonnée du Ségala :
1. La Calquière (Mirandol)
2. Pont du Cirou (Mirandol)
3. La Rivière (Mirandol)
4. Combe Fournière(Pampelonne)
5. Thuriès (Pampelonne)
6. Mazens (Le Ségur)
7. La Borie Blanche (Monestiés)
8. Le Viaduc (Tanus)
9.L'Andouquette (Crespin).

### Valorisation du patrimoine rural
Dans le cadre de la compétence « Protection et mise en valeur de l’environnement », la communauté de communes du Ségala Carmausin soutient la sauvegarde et la restauration d’un certain nombre d’ouvrages du patrimoine bâti rural traditionnel non protégé. Ce bâti diffus, qui présente un intérêt architectural et culturel, participe à l’identité paysagère du territoire. 
L’action de la communauté de communes porte sur des biens publics dont la liste est définie par le Conseil de Communauté.
- Sécurisation et valorisation du site de Las Planques (réalisation en octobre 2005);
- Restauration de la passerelle de Las Planques ; restauration du Moulin de Pignac à Mirandol-Bourgnounac;
- Restauration de lavoirs et fontaines à Lagarde-Viaur (commune de Montirat) ;
- Valorisation d'ouvrages du village de Monestiés ;
- Mise en valeur du site du Vieux Tanus et de sa cascade ;
- Sécurisation du site autour du château de Thuriès à Pampelonne ;
- Restauration du pigeonnier "le Colombier" à Labastide-Gabausse ;
- Restauration de croix.